# تیگران هاماسیان
تیگران هاماسیان (ارمنی: Տիգրան Համասյան؛ زادهٔ ۱۷ ژوئیهٔ ۱۹۸۷) یک جاز پیانیست و آهنگساز اهل ارمنستان است. وی از سال ۲۰۰۱ میلادی تاکنون مشغول فعالیت بوده است.

## زندگی‌نامه
وی موفق به کسب جوایز بسیاری شده است. پدر وی یک جواهرساز و مادرش نیز یک طراح لباس می‌باشند. از اکتبر سال ۲۰۱۳ وی در ایالت کالیفرنیا زندگی می‌کند. از سن ۹ سالگی به آموختن جاز پرداخت. وی از آهنگسازان ارمنی آرنو باباجانیان و آوت ترتریان تأثیر گرفته است. هاماسیان اولین آلبوم خویش را در با عنوان "World Passion" در سن ۱۸ سالگی ضبط نمود.

## نگارخانه

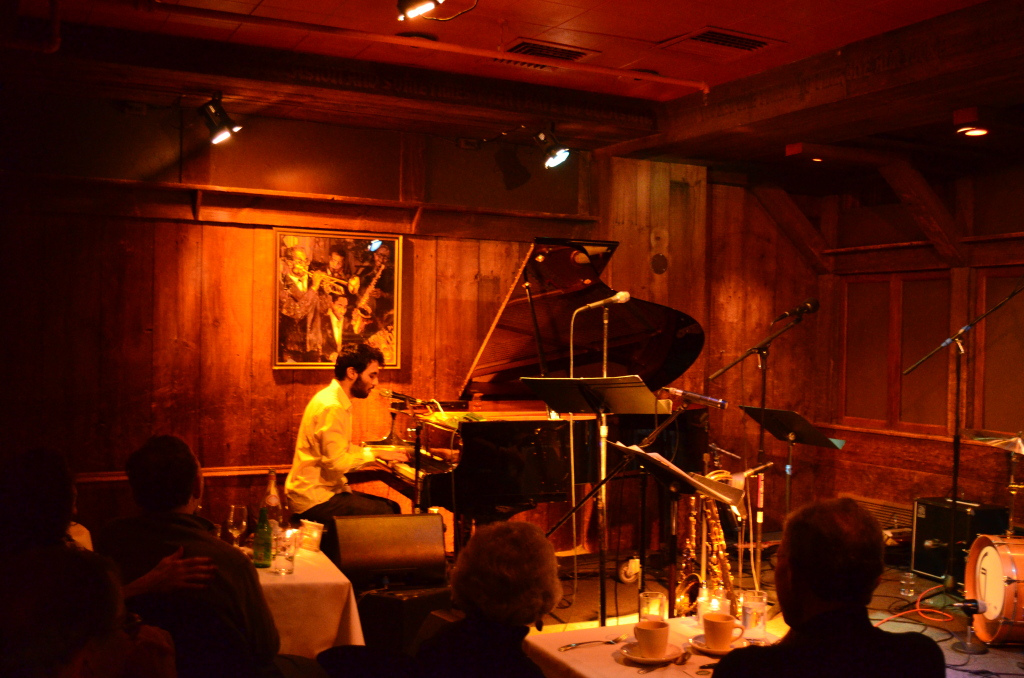